# Lovely, Dark, and Deep
Lovely, Dark, and Deep ist ein Horrorfilm von Teresa Sutherland. Im Film spielt Georgina Campbell die neue Parkrangerin eines Waldgebietes, aus dem schon mehrere Personen auf mysteriöse Weise verschwunden sind. Die Premiere von Lovely, Dark, and Deep erfolgte im Juli 2023 beim Fantasia International Film Festival. Im Februar 2024 kam der Film in die US-Kinos.

## Handlung
Lennon hat gerade ihren neuen Job als Parkrangerin in einem isolieren Wald angetreten, aus dem schon mehrere Personen auf mysteriöse Weise verschwunden sind, so auch ihr Vorgänger. Sie wird dabei von Visionen aus der Vergangenheit und Gegenwart gequält.

## Produktion
Regie führte Teresa Sutherland. Es handelt sich bei Lovely, Dark, and Deep um ihr Regiedebüt. Zuvor schrieb sie die Drehbücher für The Wind und Midnight Mass. Der Titel Lovely, Dark, and Deep ist dem Gedicht Stopping by Woods on a Snowy Evening von Robert Frost entnommen, in dem es heißt „The woods are lovely, dark, and deep“.

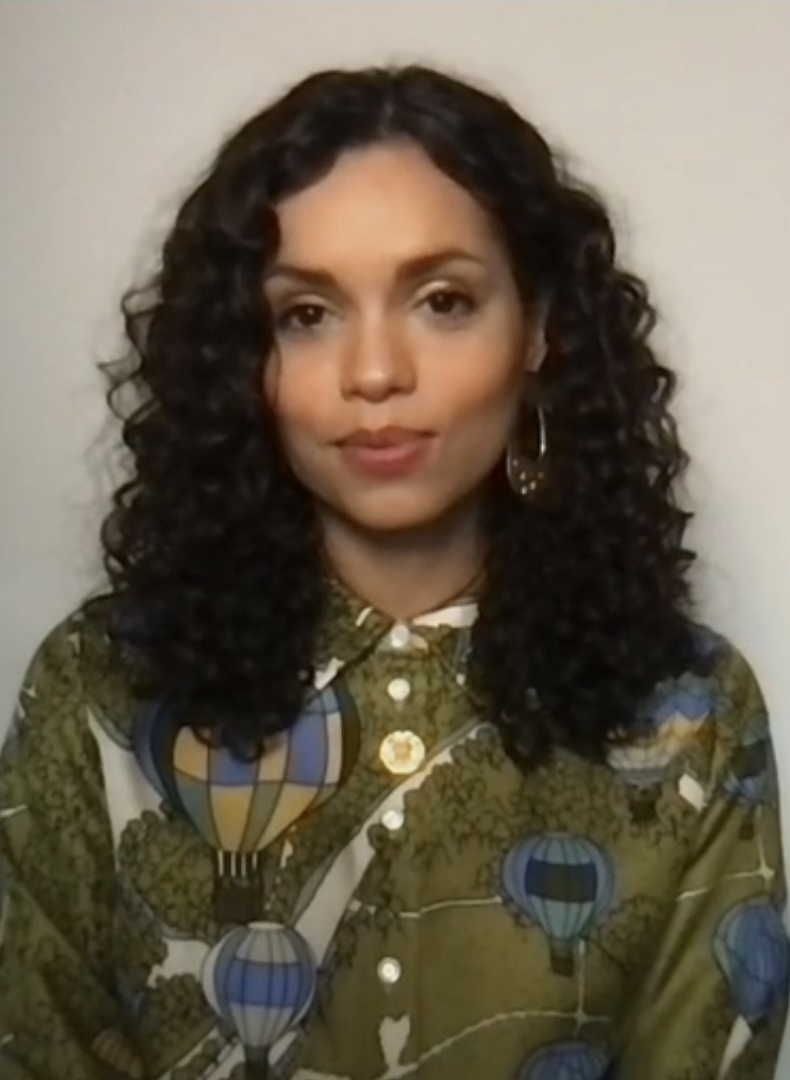
Georgina Campbell spielt in der Hauptrolle Lennon

Georgina Campbell, die in Barbarian in der Hauptrolle zu sehen war, spielt in der Hauptrolle die Parkrangerin Lennon. In weiteren Rollen sind der Brite Nick Blood als Jackson, der Portugiese Edgar Morais als James Moore und die aus Hongkong stammende Wai Ching Ho als Zhang zu sehen.
Kameramann Rui Poças war zuletzt für Frankie von Ira Sachs, A Little Love Package von Gastón Solnicki und den Kurzfilm Will-o’-the-Wisp seines Landsmanns João Pedro Rodrigues tätig.
Die Filmmusik komponierte Shida Shahabi, zuletzt tätig für Charlotte Le Bons Filmdrama Falcon Lake.
Die Premiere des Films fand am 23. Juli 2023 beim Fantasia International Film Festival statt. Am 22. Februar 2024 kam der Film in ausgewählte US-Kinos und wurde am gleichen Tag von XYZ Films als Video-on-Demand veröffentlicht.

## Rezeption

### Kritiken
Von den bei Rotten Tomatoes aufgeführten Kritiken sind 89 Prozent positiv.

### Auszeichnungen
Fantasia International Film Festival 2023
- Nominierung im Cheval Noir Competition[8]